# Nevşehir
Nevşehir là một huyện thủ phủ của tỉnh cùng tên. Theo điều tra dân số năm 2009 của huyện là 117.327 trong đó có 84.631 sinh sống ở thành phố Nevşehir. Huyện này có diện tích 535 km2 (207 sq mi) và thành phố nằm ở độ cao trung bình là 1.224 m (4.016 ft).
Khu định cư ở khu vực được thiết lập trên sườn núi Kahveci trong thung lũng của Kızılırmak (Halys cổ) của Hittite. Thị xã cùng với các khu vực này nằm dưới sự cai trị của đế chế Assyria khoảng thế kỷ thứ 8 trước Công nguyên, sau đó thuộc cai trị của Medes và sau đó bởi người Ba Tư trong triều đại của hoàng đế Cyrus Đại đế trong 546 TCN. Năm 333 TCN Alexander Đại đế đánh bại người Ba Tư. Sau khi chết của ông, Cappadocia thuộc sự cai trị của triều đại của Ariobarzanes với Mazaka (ngày nay Kayseri) là kinh đô. Vương quốc Cappadocia trở thành một phần của đế chế La Mã, trong thời trị vì của Hoàng đế Tiberius.

## Khí hậu
| Dữ liệu khí hậu của Nevşehir                 | Dữ liệu khí hậu của Nevşehir | Dữ liệu khí hậu của Nevşehir | Dữ liệu khí hậu của Nevşehir | Dữ liệu khí hậu của Nevşehir | Dữ liệu khí hậu của Nevşehir | Dữ liệu khí hậu của Nevşehir | Dữ liệu khí hậu của Nevşehir | Dữ liệu khí hậu của Nevşehir | Dữ liệu khí hậu của Nevşehir | Dữ liệu khí hậu của Nevşehir | Dữ liệu khí hậu của Nevşehir | Dữ liệu khí hậu của Nevşehir | Dữ liệu khí hậu của Nevşehir |
| Tháng                                        | 1                            | 2                            | 3                            | 4                            | 5                            | 6                            | 7                            | 8                            | 9                            | 10                           | 11                           | 12                           | Năm                          |
| -------------------------------------------- | ---------------------------- | ---------------------------- | ---------------------------- | ---------------------------- | ---------------------------- | ---------------------------- | ---------------------------- | ---------------------------- | ---------------------------- | ---------------------------- | ---------------------------- | ---------------------------- | ---------------------------- |
| Cao kỉ lục °C (°F)                           | 18.6 (65.5)                  | 19.6 (67.3)                  | 28.0 (82.4)                  | 31.6 (88.9)                  | 32.6 (90.7)                  | 35.0 (95.0)                  | 39.5 (103.1)                 | 38.2 (100.8)                 | 37.4 (99.3)                  | 32.0 (89.6)                  | 27.6 (81.7)                  | 23.0 (73.4)                  | 39.5 (103.1)                 |
| Trung bình ngày tối đa °C (°F)               | 4.1 (39.4)                   | 6.0 (42.8)                   | 10.9 (51.6)                  | 16.3 (61.3)                  | 21.2 (70.2)                  | 25.6 (78.1)                  | 29.3 (84.7)                  | 29.4 (84.9)                  | 25.3 (77.5)                  | 19.1 (66.4)                  | 11.6 (52.9)                  | 6.2 (43.2)                   | 17.1 (62.8)                  |
| Trung bình ngày °C (°F)                      | 0.0 (32.0)                   | 1.3 (34.3)                   | 5.5 (41.9)                   | 10.4 (50.7)                  | 15.0 (59.0)                  | 18.9 (66.0)                  | 22.2 (72.0)                  | 22.1 (71.8)                  | 18.1 (64.6)                  | 12.8 (55.0)                  | 6.3 (43.3)                   | 2.0 (35.6)                   | 11.2 (52.2)                  |
| Tối thiểu trung bình ngày °C (°F)            | −3.5 (25.7)                  | −2.6 (27.3)                  | 1.0 (33.8)                   | 5.2 (41.4)                   | 9.3 (48.7)                   | 12.3 (54.1)                  | 14.6 (58.3)                  | 14.5 (58.1)                  | 11.3 (52.3)                  | 7.4 (45.3)                   | 2.1 (35.8)                   | −1.4 (29.5)                  | 5.9 (42.6)                   |
| Thấp kỉ lục °C (°F)                          | −21.2 (−6.2)                 | −23.6 (−10.5)                | −18.0 (−0.4)                 | −12.5 (9.5)                  | −2.3 (27.9)                  | 1.3 (34.3)                   | 3.8 (38.8)                   | 3.1 (37.6)                   | −1.2 (29.8)                  | −7.6 (18.3)                  | −14.0 (6.8)                  | −19.5 (−3.1)                 | −23.6 (−10.5)                |
| Lượng Giáng thủy trung bình mm (inches)      | 43.7 (1.72)                  | 41.8 (1.65)                  | 47.5 (1.87)                  | 45.7 (1.80)                  | 57.4 (2.26)                  | 37.5 (1.48)                  | 9.9 (0.39)                   | 9.6 (0.38)                   | 13.7 (0.54)                  | 29.4 (1.16)                  | 33.4 (1.31)                  | 48.4 (1.91)                  | 418.0 (16.46)                |
| Số ngày giáng thủy trung bình                | 8.80                         | 7.83                         | 10.27                        | 11.33                        | 13.40                        | 8.40                         | 2.40                         | 2.37                         | 3.83                         | 6.93                         | 7.10                         | 9.30                         | 92.0                         |
| Số giờ nắng trung bình tháng                 | 96.1                         | 118.7                        | 164.3                        | 204.0                        | 257.3                        | 309.0                        | 365.8                        | 347.2                        | 276.0                        | 195.3                        | 138.0                        | 86.8                         | 2.558,5                      |
| Số giờ nắng trung bình ngày                  | 3.1                          | 4.2                          | 5.3                          | 6.8                          | 8.3                          | 10.3                         | 11.8                         | 11.2                         | 9.2                          | 6.3                          | 4.6                          | 2.8                          | 7.0                          |
| Nguồn: Cơ quan Khí tượng Nhà nước Thổ Nhĩ Kỳ |                              |                              |                              |                              |                              |                              |                              |                              |                              |                              |                              |                              |                              |